# تیم ملی هاکی روی چمن مردان فرانسه
تیم ملی هاکی روی چمن مردان فرانسه (انگلیسی: France men's national field hockey team) نماینده فرانسه در مسابقات بین‌المللی هاکی روی چمن است.